# Metro Station
Metro Station a fost o formație de dance-rock din Los Ángeles, California. Principalii componenți ai trupei de muzică au fost Trace Cyrus, fratele vitreg lui Miley Cyrus, cunoscută pentru rolul ei în Hannah Montana, și Mason Musso, fratele mai mare a lui Mitchel Musso, cunoscut pentru rolul lui în aceeași serial. Formația s-a dizolvat oficial pe 23 martie 2010.

## Discografie

### Albume
- Metro Station (2007)
- Savior (2015)

### Extended play-uri
- The Questions We Ask at Night (2006)
- Kelsey – EP (2009)
- Middle of the Night – EP (2013)
- Gold – EP (2014)
- Bury Me My Love – EP (2017)

### Single-uri
- "Kelsey" (2007)
- "Control" (2007)
- "Shake It" (2008)
- "Seventeen Forever" (2008)
- "Japanese Girl" (2009)
- "Time to Play" (2009)
- "Where's My Angel" (2010)
- "Ain't So High" (2011)
- "Closer and Closer" (2011)
- "Every Time I Touch You" (2013)
- "I Don't Know You" (2013)
- "Love & War" (2014)
- "Getting Over You" (2015)
- "Young Again" (2017)
- "Bury Me My Love" (2017)